# Mouhous
Mouhous település Franciaországban, Pyrénées-Atlantiques megyében. Lakosainak száma 69 fő (2022. január 1.). Mouhous Carrère, Claracq, Lannecaube, Sévignacq és Taron-Sadirac-Viellenave községekkel határos.

## Népesség
A település népességének változása:
| Lakosok száma | 52   | 56   | 57   | 57   | 60   | 62   | 64   | 69   |
|               | 2013 | 2015 | 2017 | 2018 | 2019 | 2020 | 2021 | 2022 |